# Yvonne Dumont
Pour les articles homonymes, voir Dumont.
Yvonne Dumont, née le 3 septembre 1911 dans le 19e arrondissement de Paris et morte le 13 mars 2002 à Mantes-la-Jolie, est une femme politique française. Membre du Parti communiste français, elle est sénatrice de la Seine de 1946 à 1959.

## Biographie

### Jeunesse
Née dans une famille ouvrière, Yvonne Dumont passe son enfance au Havre. Titulaire du brevet élémentaire, elle travaille d'abord aux PTT, puis devient institutrice à partir de 1929. Elle occupe différents postes en Seine-Inférieure et adhère au Syndicat national des instituteurs (SNI) en 1934, puis au Parti communiste l'année suivante,.

### Engagement féministe
Résistante, elle échappe de justesse à l’arrestation le 20 juin 1941 et passe dans la clandestinité. Elle est condamnée par contumace à dix ans de travaux forcés par la cour spéciale de Rouen,. Venue en mission à Paris en décembre 1941, elle anime les Comités féminins de la Résistance à la demande de Danielle Casanova. Elle participe ensuite à la fondation de l'Union des femmes françaises (UFF).
En août 1944, elle dirige un poste de commandement de l’UFF pendant les combats pour la libération de la capitale.

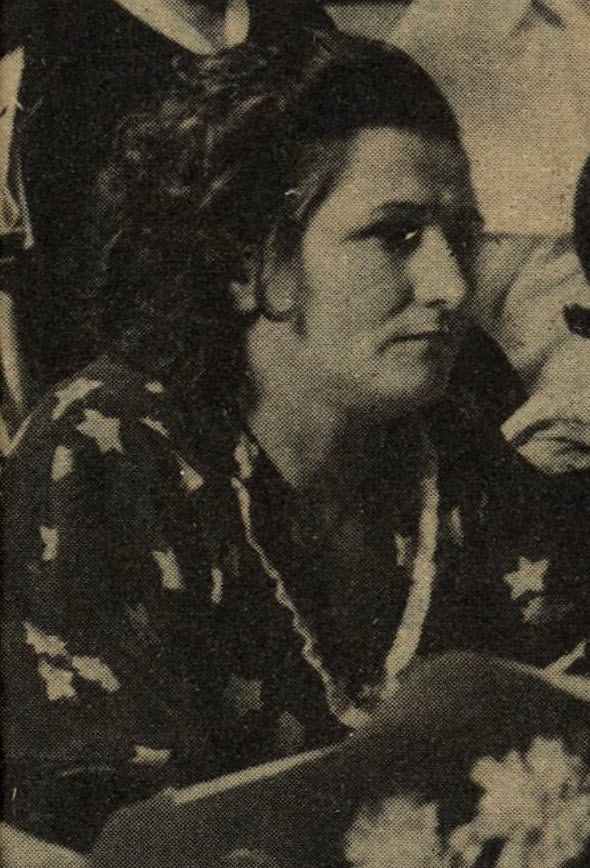
Yvonne Dumont au congrès de l'UFF en juin 1949.

Yvonne Dumont intervient lors du conseil national de l'UFF les 28 et 29 octobre 1949.
Secrétaire de l'UFF de 1957 à 1968, elle en devient ensuite vice-présidente. Elle milite également au sein du Mouvement de la paix. Elle est représentante de la Fédération démocratique internationale des femmes à l'UNESCO et participe, à ce titre, à de nombreux congrès internationaux. Elle siège au comité central du PCF de 1947 à 1968.

### Engagement politique
En décembre 1946, elle est élue par l'Assemblée nationale, au Conseil de la République puis au Sénat au titre du Parti communiste. Elle le reste jusqu'en novembre 1948. Réélue sénatrice par les grands électeurs du département de la Seine les 7 novembre 1948, 18 mai 1952 et 8 juin 1958, elle siège au Sénat jusqu'au 26 avril 1959.

### Vie privée
Elle était la compagne d'André Souquière.

## Distinctions
- Chevalier de la Légion d'honneur (1983).